# Axel Bergstedt
Axel Bergstedt (Bleckede, 2 de abril de 1962) é um maestro, compositor e criminoso alemão radicado no Brasil, para onde se mudou como fugitivo após o assassinato da esposa no país natal, em 1994. Ganhou notoriedade com nova prisão em 2016 por envolvimento em pedofilia.

## Carreira

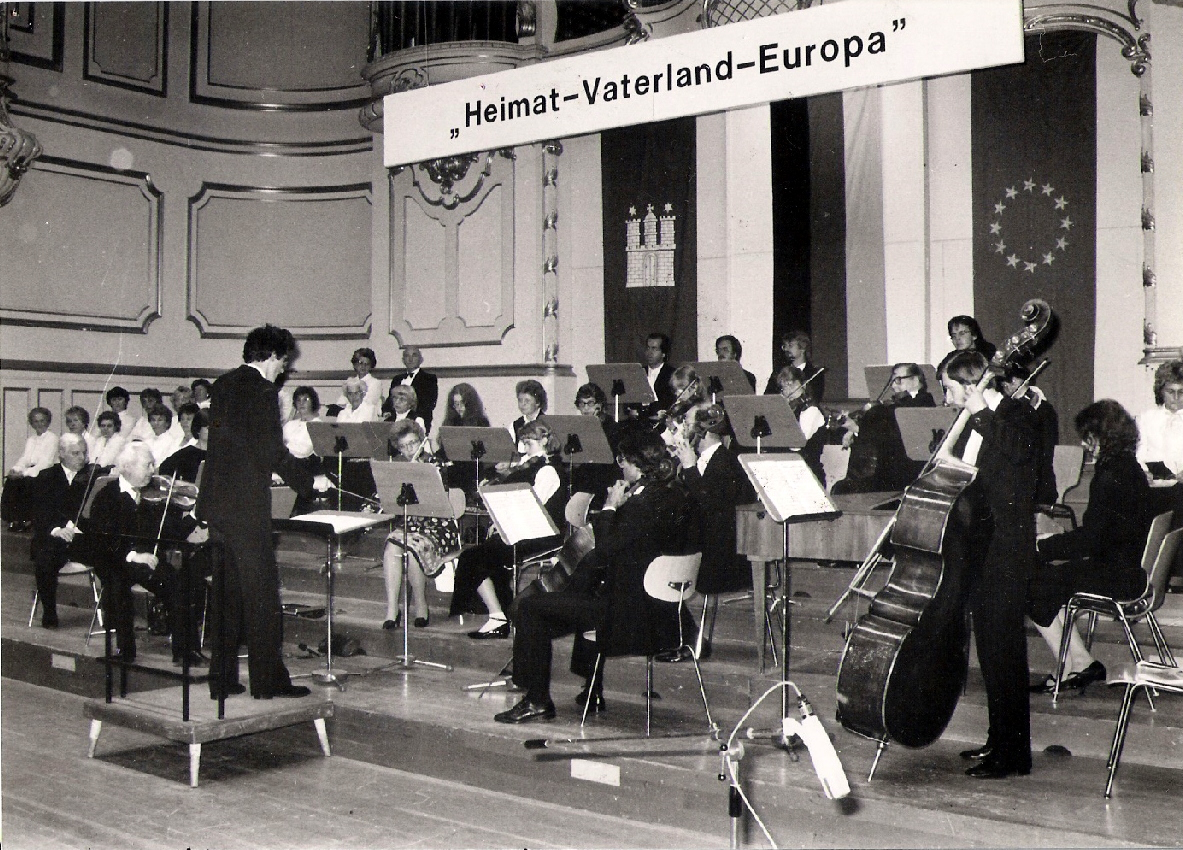
Bergstedt, antes do assassinato da esposa, rege uma pequena orquestra religiosa em Hamburgo, Alemanha.

Bergstedt tinha uma estável carreira musical na Alemanha, havendo feito as composições do musical infantil Ronja. No Brasil, Bergstedt passou em 2005 a reger o "Coral Evangélico Luterano Esperança", de Campo Grande, bairro do município de Cariacica, no Espírito Santo; numa biografia que omitia sua prisão e deportação apresentou-se em evento político da Assembleia Legislativa capixaba onde era declarado como alguém que atuara "em projetos sociais de Belo Horizonte". Ele dava aulas de música, na igreja luterana, para crianças.

## Crimes

### Assassinato da esposa
Em 1994, após uma discussão, assassinou a esposa com um machado e enterrou seu corpo no jardim da casa em que moravam, em Rahlstedt.
Para ocultar o corpo da mulher ele a colocou sob as lajes do terreno e comunicou à polícia que ela estava desaparecida; a investigação, contudo, levou à descoberta do cadáver; levado a júri, foi condenado à prisão por oito anos, em 1996.

Na Alemanha, Bergstedt posa com os filhos e a esposa, que matou a machadadas.

Por trás da figura que era considerada o "homem bom de Berna" pela comunidade local, descobriu-se um furioso assassino que golpeara a esposa Heike (então com vinte e nove anos de idade) oito vezes com um machado, após tê-la jogado ao chão e sufocado; o casal tinha duas filhas (Juliane e Rebecca, então com oito e três anos, respectivamente). Para corroborar a farsa que criou, Axel disse à polícia que a mulher havia fugido com treze mil marcos da bilheteria da Bach-Orchesters onde ele atuava — acusando-a de ser ladra, além de uma má mãe — já que as crianças não estavam cientes do crime que cometera pouco antes do natal.
Em 2001, obtendo permissão de saída para visitar os pais, ele fugiu e, não sendo encontrado, foi expedido mandado pela Interpol que culminou em sua nova prisão em Cariacica no estado brasileiro do Espírito Santo, onde se achava escondido. Por quase um ano Bergstedt figurara na lista de procurados internacionais, e se disfarçara como pastor luterano, pregando no Brasil; No país ele se casara novamente e aparentava levar uma vida normal; após ficar detido por mais de um ano, foi finalmente extraditado em 2003. Sua localização fora feita por policiais alemães do Fahnder des Landeskriminalamts (Escritório de Investigação Criminal) que após monitorarem-no passando-se por pastor e pregando no Brasil, entregaram-no finalmente às autoridades locais que, após os trâmites legais, deportaram-no num voo da Lufthansa de volta ao centro de detenção de Holstenglacis (no bairro de Neustadt em Hamburgo), em 28 de fevereiro daquele ano para cumprir o resto da pena, após ser novamente fotografado e ter tiradas as impressões digitais; os investigadores não conseguiram apurar como ele conseguiu escapar para o Brasil.

### Posse de conteúdo pedófilo
Axel foi preso novamente em 9 de março de 2016 em operação contra a pedofilia da polícia estadual do Espírito Santo, onde morava na época há dois meses com a nova esposa e um filho menor em Santa Maria de Jetibá; as investigações haviam começado no ano anterior e seguiram os rastros do maestro no estado capixaba, na Bahia e em Minas Gerais até localizarem sua casa e a igreja de onde fazia as postagens em três sites e blogues de pedofilia.
A prisão foi em flagrante, pela posse de material pornográfico de menores, mas o criminoso foi solto com o pagamento de uma fiança de cinco mil reais; nos computadores apreendidos, além das imagens e outras provas do envolvimento com pedofilia, foram encontradas filmagens de decapitação e indícios de ligação com o Estado Islâmico, ao qual Bergstedt declarou ser "simpatizante". Segundo a investigação, o maestro usava a internet da igreja luterana da Grande Vitória para atualizar os sites e blogues que mantinha com conteúdo pedófilo; a igreja, segundo o delegado do caso afirmou, foi quem o convidara para morar no Brasil e que o libertara por conta de falhas da legislação brasileira, nestes casos. A liberação foi, contudo, contestada pelo senador Magno Malta, que relatara a CPI da Pedofilia onde a legislação foi modificada, dizendo que o crime é inafiançável e, portanto, o maestro deveria ter permanecido detido.
Egon Kopereck, presidente da Igreja Evangélica Luterana do Brasil (IELB) onde Bergstedt trabalhava como regente do coral, emitiu nota repudiando os crimes cometidos e confessados pelo maestro.